# Заслуженный академический Ансамбль песни и танца Вооружённых Сил Украины
Заслуженный академический Ансамбль песни и танца Вооружённых Сил Украины (укр. Заслужений академічний Ансамбль пісні і танцю Збройних Сил України) — профессиональный музыкальный коллектив Министерства обороны Украины. Включает симфонический оркестр, хор и хореографическую группу.

## История
Основан в 1939 году. В годы Великой Отечественной войны в качестве Ансамбля песни и танца Юго-Западного фронта активно выступал с концертами, один из которых состоялся 3 мая 1945 года в Берлине.
В 1944—1993 годах — Ансамбль песни и пляски Краснознамённого Киевского военного округа. В 1949—1972 годах ансамблем руководил В. А. Мызников, в 1972—1974 годах — Л. Н. Венедиктов, в 1974—1994 годах — А. И. Пустовалов. В 1968 году ансамблю было присвоено звание «Заслуженный».
С 1993 года ансамбль носит современное название. В 2009 году ансамблю было присвоено звание «Академический».
Коллектив гастролировал в странах Европы (Великобритании, Франции, Германии), Африки (Сомали, Тунис), Северной Америки (США, Канада).
Репертуар ансамбля включает академические, эстрадные, народные и военные произведения разных эпох.
В разное время с оркестром сотрудничали и продолжают сотрудничать выдающиеся мастера искусств, художественные коллективы, а именно: композиторы Мирослав Скорик, Лев Колодуб, Евгений Станкович, Александр Злотник; певцы народные артисты Украины Дмитрий Гнатюк, Анатолий Кочерга, Валентина Степная, Владимир Засухин, Александр Гурец, Валентин Пивоваров, Владимир Гришко, Иван Попович; вокальные квартеты «Явор», «Гетьман», хоровая капелла «Думка», хор Национальной оперы Украины. В разные времена с оркестром выступали музыканты и дирижеры мировой исполнительской школы - Юрий Луцив (Украина), Бенгт Эклунд (Швеция), Уэно Токкаси (Япония), Маргарита Шапошникова (Россия), Франсуа Коричневый и Франсуа Буланже (Франция), Вэнс Демартино (США ), Михаэль Шрам (Германия). Аурелио Каноничи (Италия), Томас Ґанш (Австрия).
В разные годы высокую школу творческого мастерства коллектива прошли выдающиеся музыканты, известные во всем мире - П. Вирский, М. Фрадкин, Е. Долматовский, Ю. Березин, М. Кондратюк, К. Огневой, В. Билоножко, А. Кочерга, Т. Петриненко, Т. Кароль, З. Огневич, П. Зибров, В. Полозов и многие другие.
Ансамбль песни и танца Вооруженных Сил Украины является постоянным участником всех государственных мероприятий и правительственных концертов. Утверждая лучшие основы военно-музыкального искусства и постоянно расширяя творческие горизонты, коллектив почти 80 лет высоко и достойно несет знамя Вооруженных Сил, призывая Украину к миру и единству.

## Награды
- 1965 —  «Заслуженный оркестр Украинской ССР»
- 1968 — оркестр награжден Почетной грамотой ЦК ВЛКСМ.
- 1978 — Почётная грамота Президиума Верховного Совета СССР.
- 1984 — Республиканская премия ЛКСМУ имени Николая Островского[2]
- 1995 — Почётная грамота Республики Узбекистан
- 2005 — «Бренд года 2005» в номинации «Народное признание»
- 2005 — «Лучший коллектив» на Международном музыкальном форуме в Китае
- 2007, 2009, 2011 — первая премия I, II и III Всеукраинского фестиваля-конкурса народной хореографии им. П. Вирского (получила хореографическая группа)
- 2007 — почётный знак отличия Комитета Верховной Рады Украины по вопросам культуры и духовности «Художественный Олимп Украины»
- 2007 и 2008 — почётный знак отличия международного рейтинга «Украина в третьем тысячелетии»
- 2008 — почётная награда в национальном рейтинге Украины «Общественное признание»
- 2009 —  Ансамблю присвоено звание «Академический».

## Репертуар и состав
Репертуар ансамбля составляет более 300 музыкальных произведений — от мировой классики, духовой музыки в современных произведений. 
- Шпортько Алексей и Шпортько Анастасия — солисты ансамбля.
- Протас Наталья Ивановна — солистка-вокалистка.
- Кароль Тина Григорьевна — солистка-вокалистка.
- Охитва Кристина Николаевна — солистка-вокалистка.
- Шелопаев Александр Николаевич — солист-вокалист.[5]
- Сергей Юрченко и Маргарита Мелешко — солисты ансамбля.[6]
- Огневич Злата Леонидовна — солистка-вокалистка.